# Caroline Jones
Caroline Jones (New York, 30 giugno 1990) è una cantante, chitarrista e compositrice statunitense di genere country.

## Biografia
Nel 2011 ha registrato l'album di debutto, Fallen Flower, mentre nel 2013 fu ospite fissa di Art & Soul, un programma radiofonico che intervista i musicisti sulla loro musica e sulla loro scrittura. 
Nel 2017 ha aperto i concerti per la Zac Brown Band, e nel 2018 per Jimmy Buffett, con il quale ha anche collaborato in una canzone. 
È stata inoltre elencata come una dei 10 nuovi artisti country da conoscere da Rolling Stone nel 2017, e uno dei 15 artisti country emergenti da Billboard nel 2018, anno in cui pubblica Bare Feet. 
Il suo singolo Chasin Me, è entrato nella classifica nazionale di Mediabase al numero 50 per la settimana terminata il 1 giugno 2019.

## Discografia
- Fallen Flower, 2011
- Nice to Know You, 2012
- Clean Dirt, 2012
- Bare Feet, 2018